# MrSID
MrSID (uitgesproken als Mister Sid) is een acroniem dat staat voor Multiresolution Seamless Image Database, wat zoveel wil zeggen als multiresolutie naadloze afbeeldingsdatabase. Het is een bestandsformaat met de extensie .SID dat ontwikkeld en gepatenteerd is door LizardTech. Het is ontwikkeld voor het opslaan van luchtfoto's met bijbehorende locatie.

## Gebruik
MrSID werd oorspronkelijk ontwikkeld voor gebruik met geografische informatiesystemen (GIS), omdat grote afbeeldingen ermee opgedeeld kunnen worden. Er wordt gesteld dat ook voor het internet MrSID een geschikt formaat zou zijn, omdat één bestand meerdere niveaus van kwaliteit en zoom bevat. Bij het bekijken ervan wordt alleen het opgevraagde deel verstuurd, waardoor er minder data wordt gegenereerd.

## Software
De maker van het formaat, LizardTech biedt een softwarepakket aan om met MrSID-bestanden te werken, GeoExpress genoemd. Ze bieden ook een gratis browserplug-in aan voor gebruik met Firefox en Internet Explorer. Daarnaast kunnen de meeste GIS-programma's en verschillende fotobewerkingsprogramma's (IrfanView) MrSID-bestanden openen.

## Technologie

### Coderen
Eerst wordt een compressie zonder kwaliteitsverlies toegepast om het bestand te verkleinen. Daarna worden op die afbeelding verschillende manieren van compressie toegepast, die alle in het MrSID-bestand worden opgeslagen.

### Decoderen
Bij het decoderen wordt een van de lagen geopend, waardoor het openen vrij snel verloopt.